# Jannis Turtschan
Jannis Turtschan (* 21. Oktober 2001 in Garching an der Alz) ist ein deutscher Fußballspieler.

## Karriere
Nach seinen Anfängen in der Jugend des TuS Alztal Garching und des FC Red Bull Salzburg wechselte er im Sommer 2017 in die Jugendabteilung der SpVgg Unterhaching. Nachdem er für seinen Verein 22 Spiele in der B-Junioren-Bundesliga bestritten hatte, kam er dort auch zu seinem ersten Einsatz im Profibereich, als er am 24. Juni 2020, dem 35. Spieltag, beim 0:0-Heim-Unentschieden gegen den 1. FC Magdeburg in der Startformation stand. Im Sommer 2022 wechselte er zum FC St. Pauli und spielt dort seitdem in der 2. Mannschaft.